# Mittelalterliches Museum (Tarent)
Das Mittelalterliche Museum befindet sich im Borgo Antico von Tarent im Palazzo Fornaro in Via Duomo Nr. 175 und wurde am 22. Dezember 2005 eingeweiht. 
Es erstreckt sich auf zirka 400 m² und beherbergt eine Ausstellung zur geschichtlichen Erinnerung der Stadt Tarent im Mittelalter. Die verwendeten Materialien wurden nach langen Recherchen originalgetreu nachgebaut und stellen das Leben der Bevölkerung im Mittelalter dar.  
Das Museum gliedert sich in mehrere Abteilungen und auf verschiedenen Ebenen (bis zu zehn Meter unter der Straße) mit Wänden aus Carparo (hiesiger Stein), in denen man Fossilienreste entdecken kann: Handelsleben, tägliches Leben, ein Lager mit angrenzenden Eisen- und Lederwerkstatt.
Das Museum war eine Idee des Kulturzentrums "Maria D’Enghien", mit dem Zweck die Kultur Tarents bekannt zu machen und die geschichtliche Identität der Stadt aufzudecken, besonders die Zeit des Fürstentums Tarent.
Das bekannteste Ereignis ist die Erinnerung an die Hochzeit von Maria d’Enghien, Frau des Fürsten Raimondo Orsini del Balzo von Tarent, das sich jedes Jahr am ersten Samstag im Mai abspielt; 